# 忍風戦隊ハリケンジャー シュシュッと THE MOVIE
『忍風戦隊ハリケンジャー シュシュッと THE MOVIE』（にんぷうせんたいハリケンジャー シュシュッと ザ ムービー）は、2002年8月17日より東映系で公開された日本の映画作品。特撮ヒーロー番組「スーパー戦隊シリーズ」『忍風戦隊ハリケンジャー』の映画化作品である。同時上映は『劇場版 仮面ライダー龍騎 EPISODE FINAL』。

## 概要
前作『劇場版 仮面ライダーアギト PROJECT G4』『劇場版 百獣戦隊ガオレンジャー 火の山、吼える』の好評につき制作された劇場版。前作は9月の公開だったが、前作の好評を受けて本作品は8月に公開された。
テレビシリーズに先駆けて天雷旋風神が登場するが、テレビとは設定が異なる。エンディングは登場人物たちが主題歌に乗せて踊るもので、以降『魔法戦隊マジレンジャー THE MOVIE インフェルシアの花嫁』までこのパターンが続き、次作『爆竜戦隊アバレンジャー』からはテレビシリーズでも「踊るエンディング」が使用される。
オープニング興行成績は2002年度の東映配給作品として上位の成績を収め公開延長された。

## 登場人物
テレビシリーズにも登場する登場人物は忍風戦隊ハリケンジャー#登場人物を参照。
ライーナ姫
アストラム第4惑星の王女。じゃじゃ馬な性格。玉喰いの儀と呼ばれる儀式で自らの体を焼くことで、その肉体は不老不死の妙薬となる。その隠された能力を宇宙忍猿ザール一族が狙って暗躍する。彼女のキスによって無限斎は一時的に人間に戻る。
ナックル
ライーナ姫の従者の小型ロボット。普段は手裏剣に変形している。
- デザインはさとうけいいちが担当した。

宇宙忍猿ヒザール
サルに似た姿を持つ宇宙忍者集団、宇宙猿忍ザール一族の一人。火炎を操る宇宙忍法を使用する。ジャカンジャに加わる手土産としてライーナ姫を誘拐しようとするが、ハリケンジャーに阻まれる。しかし、本来の目的は玉喰いの儀の場所をつきとめることであり、ジャカンジャを利用していたに過ぎなかった。
- デザインモチーフはチンパンジーと孫悟空。

宇宙忍猿ブリザール
サルに似た姿を持つ宇宙忍者集団、宇宙猿忍ザール一族の一人。言葉は一切話さない。冷気を操る宇宙忍法を使用するほか、生物を思い通りに操る能力を持つ。
- デザインモチーフはゴリラ。

合体宇宙忍猿アシュラザール
ヒザールとブリザールが宇宙忍法・巨大身の術で合体した姿。全てのカラクリ巨人の攻撃を受けてもその攻撃を全て跳ね返す実力を持つ。
- デザインを担当したさとうけいいちは当初スーツアクターが2人で入るスーツを希望していたが、採用されなかったため人型のデザインとなった。

再生宇宙忍者軍団
ブリザールに操られたサタラクラの宇宙忍法によって再生した宇宙忍者たち。ヒゲナマ頭巾、クッツク法師、ケッカイ坊、クリソッツ坊、フタブタ坊が復活した。それぞれが仮面をつけている。

## キャスト
- 椎名鷹介 / ハリケンレッド - 塩谷瞬
- 野乃七海 / ハリケンブルー - 長澤奈央
- 尾藤吼太 / ハリケンイエロー - 山本康平
- 霞一甲 / カブトライジャー - 白川裕二郎
- 霞一鍬 / クワガライジャー - 姜暢雄
- 日向無限斎 - 西田健
- 日向おぼろ - 高田聖子
- フラビージョ - 山本梓
- ウェンディーヌ - 福澄美緒
- ライーナ - 吉野紗香

### 声の出演
- シュリケンジャー - 松野太紀
- 首領タウ・ザント - 梁田清之
- マンマルバ - 今村卓博
- サーガイン - 岡本美登（兼スーツアクター）
- サタラクラ - 島田敏
- ナックル - 宮村優子
- ヒザール - 古田新太
- ブリザール - 村岡弘之（兼スーツアクター）
- 下忍マゲラッパ、再生ヒゲナマ頭巾 - 塩野勝美
- 下忍マゲラッパ - 大村亨、穴井勇輝

### スーツアクター
- ハリケンレッド[7]、轟雷神[7] - 福沢博文
- ハリケンブルー[8] - 小野友紀
- ハリケンイエロー[8] - 竹内康博
- カブトライジャー[8]、天雷旋風神[9] - 日下秀昭
- クワガライジャー[8]、ヒザール[9]、分身イエロー[9] - 今井靖彦
- シュリケンジャー[8]、天空神[9]、分身イエロー[9] - 三村幸司
- サタラクラ[8] - 魁将馬
- マンマルバ[8]、分身イエロー[9] - 蜂須賀祐一
- ブリザール、アシュラザール - 村岡弘之[9][注釈 2]
- 分身イエロー[9] - 蜂須賀昭二[注釈 2]、永瀬尚希[注釈 2]、佐藤賢一、坂手透浩[注釈 2]
- 石垣広文
- 神尾直子
- 水谷健

## スタッフ
- 原作 - 八手三郎
- プロデューサー - 日笠淳・塚田英明（東映）、松田佐栄子（テレビ朝日）、矢田晃一（東映エージエンシー）
- 監督 - 渡辺勝也
- 脚本 - 宮下隼一
- 音楽 - 三宅一徳
- 特技監督 - 佛田洋
- アクション監督 - 竹田道弘（ジャパンアクションクラブ）
- 撮影 - 菊池亘
- 照明 - 竹田勝三
- 美術 - 山下宏
- 録音 - 渡辺典夫
- 編集 - 洲崎千恵子
- 記録 - たなかなつき
- 助監督 - 中沢祥次郎
- 製作担当 - 岩永恭一郎
- 視覚効果 - 沖満
- キャラクターデザイン - さとうけいいち
- プロデューサー補 - 宇都宮孝明（東映）
- 製作協力 - 東映テレビ・プロダクション
- 配給 - 東映

## 音楽
エンディング曲「ハリケンジャー参上! ～シュシュッと銀幕バージョン～」
作詞：及川眠子 / 作曲・編曲：池毅 / 歌：高取ヒデアキとハリケンオールスターズ
挿入歌「ハリケンジャー参上!」
作詞：及川眠子 / 作曲・編曲：池毅 / 歌：高取ヒデアキ

## ソフト化
- 忍風戦隊ハリケンジャー シュシュッと THE MOVIE（DVD1枚組、2003年2月21日発売[10]）
  - 映像特典
    - メイキング of シュシュッと THE MOVIE
    - 製作発表会
    - 完成披露試写会舞台挨拶
    - 初日舞台挨拶
    - 特報・劇場予告編・TVスポット集
    - デザイン画集
    - フォトギャラリー

  - 初回限定特典
    - 特製ロングカード（3枚）

レンタル用DVD・VHSは2003年2月14日にリリースされた。